# Kosai

Kosai (湖西市 Kosai-shi?) este un municipiu din Japonia, prefectura Shizuoka.